# Schloss Seefeld (Niederösterreich)

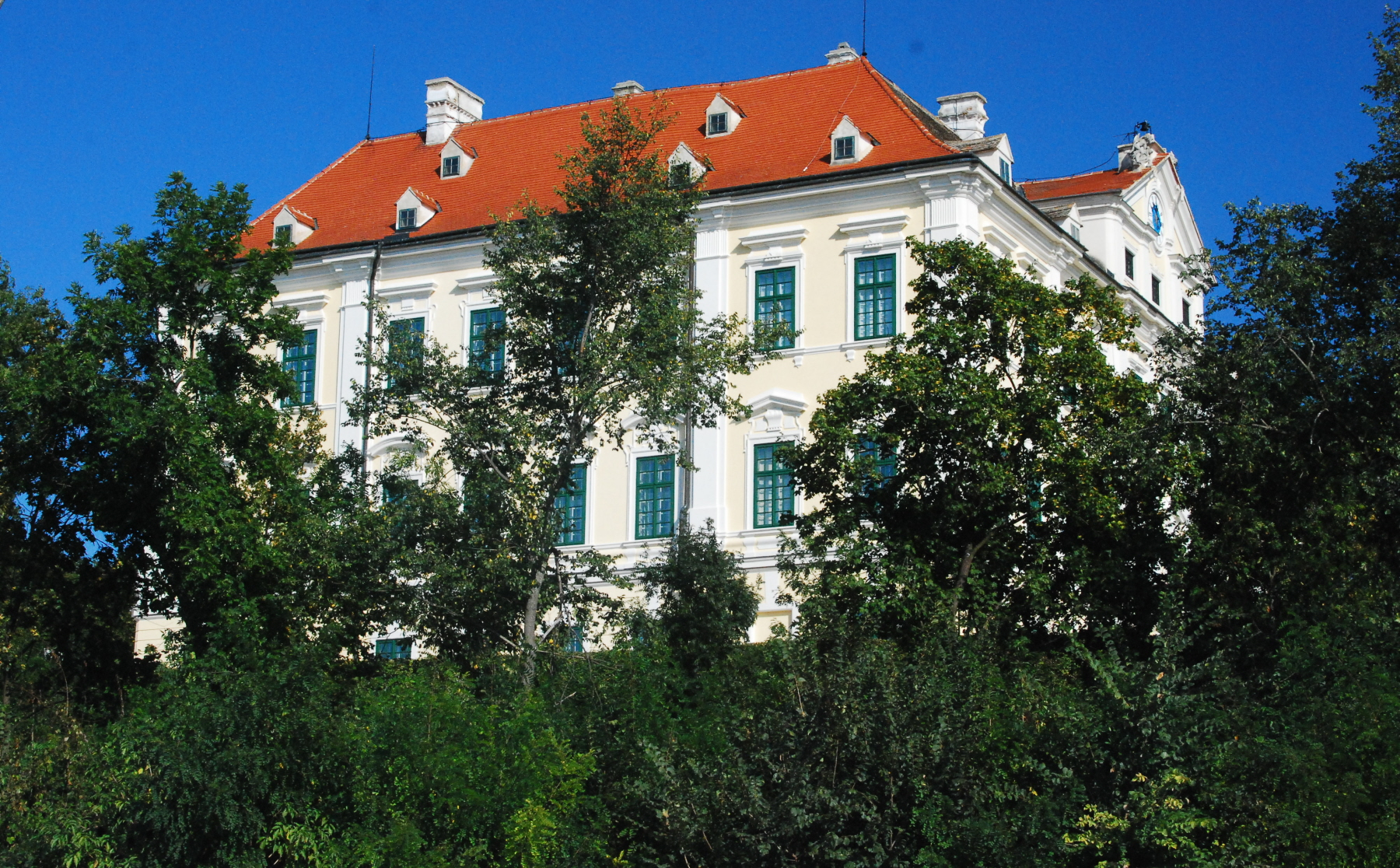
Schloss Seefeld

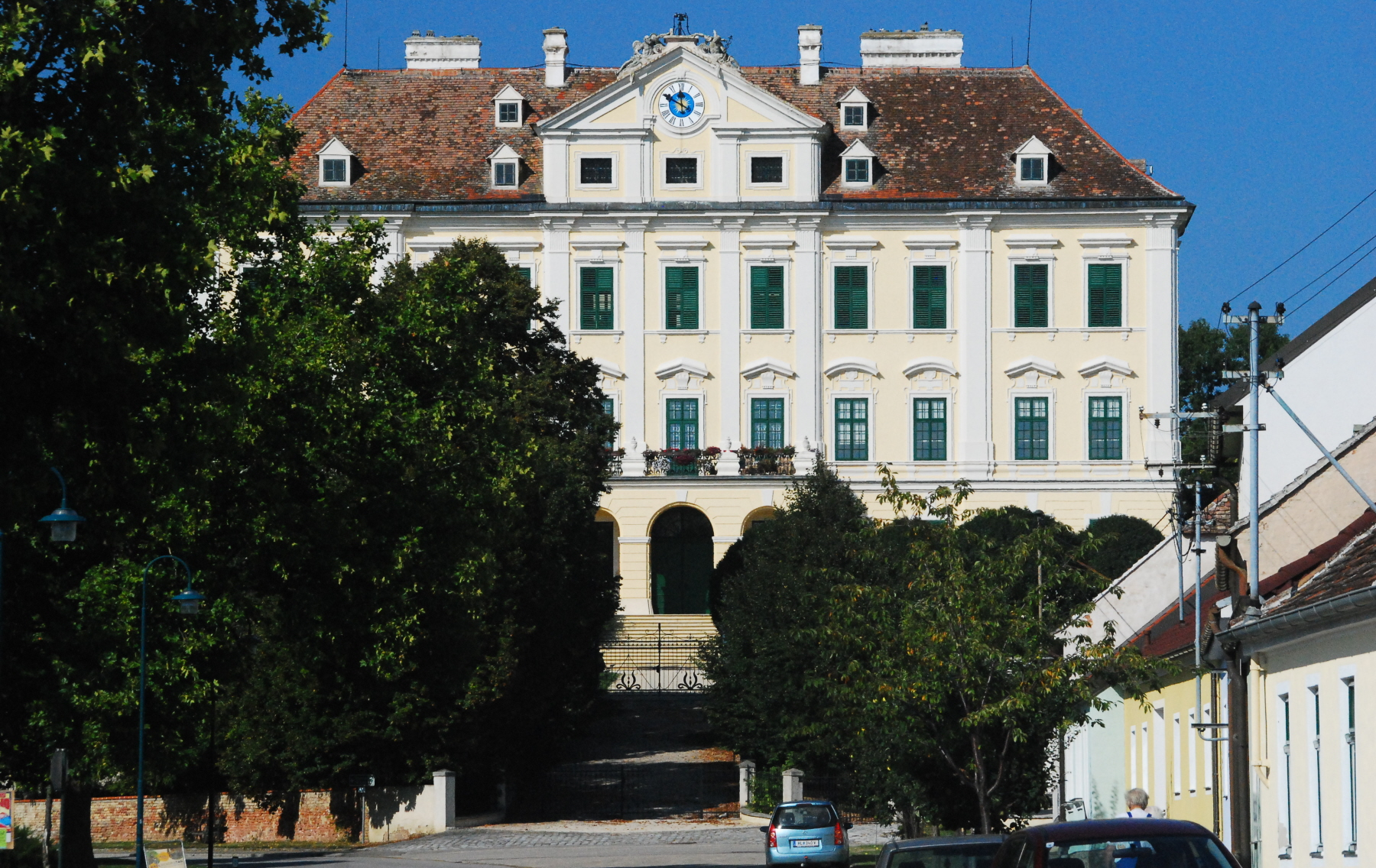
Schloss Seefeld

Schloss Seefeld ist ein Schloss in Seefeld-Kadolz in Niederösterreich.

## Geschichte
Die Familie der Chadolte lässt sich bereits im 11. Jahrhundert nachweisen und wurde für den Ort Kadolz namensgebend. Um die Mitte des 12. Jahrhunderts dürfte eine erste Wasserburg errichtet worden sein. Rudolf von Habsburg übertrug das ganze Gebiet Ende des 13. Jahrhunderts an den Nürnberger Burggrafen Friedrich III. von Zollern, wodurch die Herrschaft Seefeld zum Kernstück des sogenannten Brandenburger Lehens wurde, das sich bis in das 18. Jahrhundert hinein seine Reichsunmittelbarkeit erhalten konnte. Dieses Lehen hatten von 1292 bis 1594 die Kuenringer inne. Der letzte Kuenringer, Johann VI. Ladislaus, ist auch in der Kirche in Seefeld bestattet.
Hans Wilhelm Graf Hardegg erwarb 1629 die Herrschaft, und Julius und Johann Hardegg ließen das Wasserschloss nach Plänen von Johann Jakob Castelli 1710 bis 1715 umgestalten. 1945 wurde das Gebäude schwer beschädigt, umfassende Restaurierungsarbeiten fanden ab 1992 statt, als auch der Garten nach historischen Plänen neu angelegt wurde. Das Schloss ist nicht zugänglich und nur von außen zu besichtigen.

## Beschreibung
Die dreigeschoßige Anlage steht auf einer kleinen Anhöhe in Seefeld, was den um einen rechteckigen Innenhof angelegten vierflügeligen Gebäudeblock weithin sichtbar macht. Im Giebelfeld der südseitigen, elfachsigen Hauptfront prangt eine große Fassadenuhr, über der Sandsteinfiguren des Chronos und des Hermes sitzen.